# براميبيكسول
براميبيكسول (بالإنجليزية: pramipexole)‏، هو دواء يُباع تحت الاسم التجاري ميرابيكس من بين أدوية أخرى، وهو دواء يستخدم لعلاج مرض باركنسون (PD) ومتلازمة تململ الساقين (RLS). في مرض باركنسون يمكن استخدامه بمفرده أو مع ليفودوبا. يؤخذ عن طريق الفم. براميبيكسول من الدوبامين من فئة غير إرغولين.
تمت الموافقة على براميبيكسول للاستخدام الطبي في الولايات المتحدة في عام 1997.  استخدامه أثناء الحمل والرضاعة الطبيعية له أمان غير واضح. وهو متوفر على شكل دواء عام. في عام 2017، كان الدواء 179 الأكثر شيوعًا في الولايات المتحدة، مع أكثر من ثلاثة ملايين وصفة طبية.